# Formula Renault 2000 Italia 2002
Formula Renault 2000 Italia 2002 var ett race som vanns av José María López före Robert Kubica.

## Kalender
| Datum        | Bana                          | Segrare          |
| ------------ | ----------------------------- | ---------------- |
| 7 april      | ACI Vallelunga Circuit        | Robert Kubica    |
| 25 maj       | Autodromo di Pergusa          | Robert Kubica    |
| 26 maj       | Autodromo di Pergusa          | Luigi Ferrara    |
| 9 juni       | Circuit de Spa-Francorchamps  | Robert Kubica    |
| 16 juni      | Autodromo dell'Umbria         | Roberto Streit   |
| 7 juli       | Autodromo Nazionale Monza     | José María López |
| 21 juli      | Autodromo di Vairano          | José María López |
| 1 september  | Autodromo Enzo e Dino Ferrari | Robert Kubica    |
| 29 september | Misano World Circuit          | José María López |
| 6 oktober    | Circuito del Mugello          | José María López |

## Slutställning
| Plats | Förare              | Poäng |
| ----- | ------------------- | ----- |
| 1     | José María López    | 205   |
| 2     | Robert Kubica       | 188   |
| 3     | Davide Di Benedetto | 152   |
| 4     | Roberto Streit      | 108   |
| 5     | Toni Vilander       | 96    |
| 6     | Christian Montanari | 82    |
| 7     | Carlos Pereira      | 78    |
| 8     | Franck Perera       | 76    |